# Annales Mettenses priores
Annales Mettenses priores (Metské starší anály) je skupina franských análů pokrývajících období od austrasijského majordoma Pipina II. z Herstalu (přibližně od roku 687) až do doby sepsání (rok 805), pozdější pokračování bylo dovedeno k roku 830.

## Název
Roku 1641 vydal A. Duchesne pozdější redakci análů a protože se domníval, že vznikly na císařském dvoře v Metz, nazval je Annales Francorum Mettenses. Až roku 1895 objevil K. L. Hampe v katedrální knihovně v Durhamu rukopis starší redakce, která se proto nazývá Annales Mettenses priores. Podle pozdějších badatelů byly tyto anály pravděpodobně sepsány v opatství Notre-Dame v Chelles, kde byla abatyší Gisela, sestra Karla Velikého.

## Obsah
Začínají kompilací z říšských análů, různých pokračování Fredegarovy kroniky a dnes již neznámých pramenů obírajících se zpětným pohledem na počátky rodu Karlovců (usilují o legitimizaci vládnoucí karolínské dynastie, kladou důraz na božský plán povznesení a růstu karolínské moci a současně očerňují předchozí merovejskou dynastii). Mají jakýsi ráz oficiální kroniky; od roku 751 postupně zestručňují své údaje a posléze již jen opakují říšské anály. Teprve pro léta 803–805 zaznamenal autor své vlastní poznatky; tehdy také zřejmě stál v přímém styku s dvorským prostředím Karla Velikého.
V této době dosti podrobně referují o vpádu franských vojsk do Čech roku 805 a zabití knížete Lecha (tento údaj má tzv. durhamský rukopis, který se jeví jako přepracování análů z roku 830, kdy byl zdroj zpráv rozšířen o jakýsi pramen z Le Mans a - pravděpodobně v bezprostředním kontaktu s metským biskupem Drogonem, levobočkem Karla Velikeho - vznikla nová kompilace).